# X2: Wolverine's Revenge
X2: Wolverine's Revenge (ou X-Men 2: Wolverine's Revenge) é um jogo eletrônico de ação, desenvolvido pela GenePool Software e publicado pela Activision para as plataformas Nintendo GameCube, Game Boy Advance, Microsoft Windows, Xbox, PlayStation 2 e MAC, lançado no primeiro semestre de 2003 (exceto para o MAC, que foi no segundo semestre). O jogo foi planejado para coincidir com a data de lançamento do filme X-Men 2 (2003). O jogador deve guiar o Logan / Wolverine por um caminho vigiado pela Weapon X Facility para conseguir pistas e salvar sua vida.

## Jogabilidade
X2: Wolverine's Revenge é um jogo em terceira pessoa onde ocorrem lutas contra soldados armados, mutantes e os arqui-inimigos como Sabretooth, Magneto, Wendigo, Lady Deathstrike e Juggernaut. O gameplay é exclusivo com o Wolverine e enquanto se joga, o Professor X ajuda o Wolverine com seus poderes. O herói é capaz de caçar e rastrear os inimigos usando seus sentidos apurados. Enquanto o Wolverine faz seu caminho através dos compostos militares, ele terá de evitar os sistemas de defesa e guardas e encontrar maneiras de entrar em salas fechadas para descobrir a informação que ele precisa para sobreviver.

## Recepção
X2: Wolverine's Revenge recebeu avaliações das mais variadas. O GameRankings deu ao jogo uma pontuação de 67,25% para a versão de GameCube, 61.79% para a versão de PlayStation 2, 76.67% para a versão de Game Boy Advance, 60.83% para a versão de PC, e 65.07% para a versão de Xbox. O Metacritic deu uma nota 62 numa escala de até 100 para a versão de GameCube, 58 para as versões de PS2 e Xbox, 72 para a versão de GBA e 55 para a versão de PC.
A Revista Oficial do PlayStation 2 do Reino Unido de Maio de 2003, edição nº 33, deu ao jogo uma nota 7 numa escala de até 10, descrevendo-o como se segue: "uma aventura de ação de qualidade, que combina discrição com o combate corpo-a-corpo. Apenas algumas irritações não permitem uma pontuação mais elevada. Das referidas "irritações", o elemento mais proeminente criticado foi a falta de postos de controle no meio da missão, forçando os jogadores a reproduzir grandes seções após a morte.
A revista Maxim classificou o jogo com a nota 8, numa escala de até 10. O The Village Voice classificou a versão de Xbox com a nota 7, dizendo: "A implantação de seus poderes especiais é a motivação suficiente para percorrer os complexos locais do jogo, tais como, armadilhas militares, locais de queda, minas, cavernas e lugares que se parecem com minas ou cavernas." O The Cincinnati Enquirer também deu ao jogo 3 estrelas e meia, das 5 possíveis e afirmou que "controlar o Wolverine durante o combate pode ser difícil, especialmente quando há vários inimigos na tela ao mesmo tempo." No entanto, o Entertainment Weekly classificou-o com um C - e afirmou que "o ritmo é lento, irritante e, por fim, parece que o Wolverine busca uma vingança contra a pessoa errada: o jogador."